# Naturalisierung
Naturalisierung bezeichnet das Erklären der von Menschen geschaffenen und gesellschaftlichen Ordnungen aus der „Natur“ der Dinge heraus und bestimmt damit geschichtliche Ergebnisse als eine Form der Natur. Das Konzept der Naturalisierung verwendet einen ontologisch verstandenen Naturbegriff und gründet auf die Dichotomie des Natur-Kultur-Gegensatzes. Eine Naturalisierung der Dinge meint die Konstruktion von Natur durch die Rasterung und Ordnung der der Natur zugerechneten Dinge in Kategorien wie Form, Zahl, Situation und Verhältnisgröße. Darstellungen und Aussagen, die soziale und geschichtliche Ordnungen mit der Form der Natur erklären, beziehen sich auf diese Kategorien anstelle von Geschichte und Soziologie. Wird sich dabei auf die Kategorien der Biologie bezogen, spricht man von Biologismus.

## Philosophische Grundlagen

### Kants kritische Vernunft
Immanuel Kant formulierte vor allem in seinem Werk Kritik der reinen Vernunft für die Aufklärung in Deutschland erstmals konstruktivistische Überlegungen, die in seinem Konzept des Ding an sich münden. Danach ist es zuerst der Verstand des Menschen selbst und zwar des Subjekts, der die Erscheinungen für sich formt und konstruiert. Das Subjekt orientiert sich an seine Handlungs- oder Denkschema und wählt die dazu passenden Reize aus. Bezogen auf den Verstand formuliert Kant: alle seine Vorstellungen und Begriffe sind bloss seine Geschöpfe, der Mensch denkt mit seinem Verstand ursprünglich, und er schafft sich also seine Welt. (Immanuel Kant: Werke. Bd. VII, S. 71)
Begriffe der Natur sind Begriffe des Subjekts über die Natur, die er nicht der Natur entnimmt, sondern durch seinen Verstand geformt in diese Natur hineinlegt. Die Organisation und der Zusammenhang, der Bezug der Dinge zueinander sind nicht vorgegeben, sondern davon abhängig, wie wir sie für uns erleben:

„Die Ordnung und Regelmäßigkeit an den Erscheinungen, die wir Natur nennen, bringen wir selbst hinein, und würden sie auch nicht darin finden können, hätten wir sie nicht, oder die Natur unseres Gemüts ursprünglich hineingelegt.“

Naturalisierende Praxen und naturalisierendes Denken, die der Einsicht in eine kritische Vernunft (vgl. Kritizismus) entgegenstehen, können dahingegen kritisiert werden, dass sie ideologisch verfahren und eigene Konstrukte wie beispielsweise Rasse für Natur halten und nicht für ein Produkt wissenschaftlicher bzw. pseudowissenschaftlicher Wissensproduktion oder einer gelebten Praxis. So gründen die rassifizierende Einteilungen von Menschen aufgrund körperlicher Merkmale – wie Hautfarbe – zu einer abgrenzenden Einteilung in eine Kategorie auf Konstruktionen und nicht auf die „Natur“, die in diesem „Wissen“ als Begründung für die Begriffe herangezogen wird. Die Vernunft „arbeitet sich an den äußeren Dingen ab ... Spätestens seit Marx und Mannheim hat sie ... ihre soziale Unschuld  verloren und sieht sich der  Ideologiekritik unterzogen“. Gleichwohl hat auch Kant seinen Begriff der Race (Rasse) versucht zu begründen.

## Naturalisierung in der Sprache
In der Alltagssprache finden sich zahlreiche Beispiele für Naturalisierungen. Die Aussagen „Männer sind von Natur aus so“ und „Deutsche sind von Natur aus so“ beinhalten biologische Naturalisierungen. Aber auch in der Politik und Wissenschaft gängige Begriffe wie Volk und Ethnie gründen auf naturalisierende Aussagen. Wie umfangreich und subtil im Gegensatz zu diesen Beispielen Naturalisierungen in der Presse und der Kunst vorhanden sind, zeigt Roland Barthes auf. Anlass für seine Untersuchungen war „meistens ein Gefühl der Ungeduld angesichts der Natürlichkeit, die der Wirklichkeit von der Presse oder der Kunst unaufhörlich verliehen wurde, einer Wirklichkeit, die, wenn sie auch die von uns gelebte ist, doch nicht minder geschichtlich ist. Ich litt also darunter, sehen zu müssen, wie Natur und Geschichte ständig miteinander verwechselt werden“. Die Wirkungsmächtigkeit der Naturalisierung zeigt sich nach Barthes in ihrer Eingängigkeit, in dem, „was sich von selbst versteht“. Nach Barthes verbirgt sich dahinter „ein ideologischer Missbrauch“, dem er in seinen „Mythen des Alltags“ nachging.

### Der Mythos setzt statt der Geschichte die Natur
Nach Roland Barthes ist es eine wesentliche Funktion des Mythos – wie beispielsweise die conditio humana des klassischen Humanismus –, an die Stelle der Geschichte der Dinge eine sich vorgestellte „Natur“ zu stellen: „Der Mythos von der conditio humana stützt sich auf eine sehr alte Mystifikation, die seit jeher darin besteht, auf den Grund der Geschichte die Natur zu setzen.“ Durch diese Naturalisierung lasse sich soziales Unrecht und Ungleichheit ihrer Geschichte und Kritik entziehen und werde somit festgeschrieben.
Durch Naturalisierung verwandelt der Mythos „Wirklichkeit“ in einen „Stand der Aussage“. Aber bereits die naturalisierende Aussage hat ihre grundlegende Bedingung in ihrer zeitlichen und geschichtlichen Bestimmtheit. Mythen entstehen nicht zwangsläufig, und sie kommen nicht aus dem, was sich die Gesellschaft als „Natur“ vorstellt: „Gibt es zwangsläufig suggestive Objekte …? Sicher nicht: man kann sich sehr alte Mythen denken, aber es gibt keine ewigen; denn nur die menschliche Geschichte lässt das Wirkliche in den Stand der Aussage übergehen, und sie allein bestimmt über Leben und Tod der mythischen Sprache. Ob weit zurückliegende oder nicht, die Mythologie kann nur eine geschichtliche Grundlage haben, denn der Mythos ist eine von der Geschichte gewählte Aussage; aus der ‚Natur‘ der Dinge vermöchte er nicht hervorzugehen.“